# Friedrich Sauermann
Friedrich August Sauermann auch Fritz Saurmann (* 18. März 1893 in Mainz; † 3. April 1973 in Birkenfeld) war ein deutscher NS-Funktionär zur Zeit des Nationalsozialismus.

## Leben
Sauermann besuchte das Gymnasium und nahm danach am Ersten Weltkrieg teil und war von 1915 bis 1919 in russischer Kriegsgefangenschaft. Nach Kriegsende begann Sauermann ein Studium der Volkswirtschaft und Kunstgeschichte, das er nicht beendete. Danach war er ab 1924 als Journalist in Mainz tätig. Sauermann, der mit Werner Best bekannt war, trat der NSDAP Anfang August 1932 bei und wurde einige Monate später zweiter Bürgermeister von Mainz. Sauermann wurde 1934 wegen „Judenfreundschaft“ und „Separatismus“ aus der NSDAP ausgeschlossen. Zwei Jahre später wurde Sauermann durch Adolf Hitler begnadigt und wieder in die Partei aufgenommen. Ab 1938 war Sauermann Beigeordneter in Völklingen.
Während des Zweiten Weltkrieges war Sauermann vom 24. Oktober 1939 bis Februar 1942 Stadthauptmann von Lublin im deutsch besetzten Generalgouvernement. Sauermann wurde von einem jüdischen Holocaustüberlebenden in späteren Aussagen nicht belastet, Sauermann selbst betrieb aber die Absetzung des polnischen Bürgermeisters in Lublin. Sauermanns eigene Amtsenthebung hing mit einem gegen ihn gerichteten Korruptionsvorwurf zusammen. Auch nach der Amtsenthebung verblieb Sauermann aufgrund eines Verfahrens gegen ihn in Lublin. Der Ausgang des Verfahrens ist nicht bekannt. Nach der Abberufung des Lubliner Gouverneurs Ernst Zörner wurde Sauermann vom 18. April 1943 bis Juli 1944 wieder Stadthauptmann, nun in Biała Podlaska.
Nach Kriegsende war Sauermann später unter anderem Geschäftsführer beim Arbeitgeberverband der Chemischen Industrie des Saarlandes.

## Werke
- Franz Gill, Fritz Saurmann, Denkschrift zur Frage der Errichtung eines Hallenschwimmbades in Mainz, Mainz : Stadt- und Landesverband für Leibesübungen. 1928 31 S. : Ill. & Beil.